# 真格·沃莱里娅
真格·沃莱里娅（匈牙利語：Gyenge Valéria，1933年4月3日—），匈牙利女子游泳运动员。她曾代表匈牙利参加1952年和1956年夏季奥林匹克运动会游泳比赛，其中1952年奥运会获得一枚金牌。